# Liste de personnalités nées en Toscane
 (février 2025).
Motif : Pas vraiment de valeur ajoutée par rapport à Catégorie:Naissance en Toscane (pas plus que pour Liste de personnalités nées dans le Trentin-Haut-Adige et Liste de personnalités nées dans la Vallée d'Aoste, d'ailleurs) - ces listes sont par ailleurs impossibles à garder à jour (pas d'évolution significative sur la dernière décennie). Elles induisent un biais de sélection (par les rédacteurs) des noms à faire figurer, vu l'absence de sources.
- Archive Wikiwix
- Bing
- Cairn
- DuckDuckGo
- E. Universalis
- Gallica
- Google
- G. Books
- G. News
- G. Scholar
- Persée
- Qwant
- (zh) Baidu
- (ru) Yandex
- (wd) trouver des œuvres sur Wikidata

| 1. | Préciser le motif de la pose du bandeau. | Précisez le motif de la pose du bandeau en utilisant la syntaxe suivante : {{admissibilité à vérifier\|date=mars 2025\|motif=remplacez ce texte par le motif}}                                              |
| 2. | Informer les utilisateurs concernés.     | Pensez à avertir le créateur de l'article, par exemple, en insérant le code ci-dessous sur sa page de discussion : {{subst:avertissement admissibilité à vérifier\|Liste de personnalités nées en Toscane}} |

Cette liste des personnalités nées en Toscane recense les natifs et leurs dates et lieux de vie, la raison de leur notoriété (métier, titre, etc.). Ils sont tous Italiens sauf précision contraire. Elle tente aussi de consolider les informations de diverses catégories (voire de les corriger en cas d'erreur ou de manques).

## Les personnalités
Liste par ordre alphabétique (mode italien : prénom, patronyme voire surnom)

### A
- Agnolo Firenzuola, écrivain (Florence, 1493 - ~ 1548)
- Agnolo Gaddi, peintre (1350-1396)
- Agostino Ciampelli, peintre (Florence, 1565 – Rome, 1630)
- Agostino Veracini, peintre et restaurateur (Florence, 1689-1762)
- Albert de Gondi, seigneur du Perron, comte, puis marquis de Belle-Isle, duc de Retz, maréchal de France (Florence, 1522-1602)
- Aldo Palazzeschi, poète et romancier (Florence, 1885 - Rome, 1974)
- Alessandro Allori, dit le Bronzino, peintre florentin (Florence, 1535-1607)
- Alessandro Benvenuti, acteur et dramaturge né à Pelago en 1950
- Alessandro Fei dit il Barbiere, peintre (Florence, 1543-1592)
- Alexandre de Médicis, le Maure (il Moro), Ier duc de Florence, en 1532 (Florence, 1510 - Florence, 1537)
- Alfredo Andreini, médecin et entomologiste (Florence, 1870 - Lippiano, 1943)
- Alfredo Catalani, compositeur (19 juin 1854 (Lucques, 1854 - Milan, 1893)
- Ambrogio Lorenzetti, peintre (Sienne, 1290-1348)
- Amedeo Modigliani, peintre et sculpteur (Livourne, 1884 - Paris, 1920)
- Amelius, philosophe néo-platonicien du IIIe siècle (né en Toscane)
- Amerigo Vespucci, marchand et navigateur (Florence, 1451-1512)
- Amintore Fanfani, homme politique (Pieve Santo Stefano 1908 - Rome, 1999).

#### An…
- Anacarsi Nardi, patriote (Apella di Licciana 1800 - Rovito, 1844)
- Andrea Bocelli, chanteur pop, né en 1958 à Pise
- Andrea Boscoli, peintre (Florence, ~1560-1607)
- Andrea Branzi, architecte et designer né à Florence, en 1938
- Andrea Cesalpino ou Caesalpinus, philosophe, médecin, naturaliste et botaniste (Arezzo, 1519 - Rome, 1603)
- Andrea Commodi, peintre (Florence, 1560-1638)
- Andrea Dotti, religieux de l'ordre de l'Ordine dei Servi di Maria, vénéré comme saint (Borgo di Santo Sepolcro, 1256 - Barucola, 1315)
- Andrea Orcagna di Cione di Arcangelo, peintre, sculpteur, orfèvre, mosaïste et architecte florentin (Florence, ~1308 - Florence, 1368)
- Andrea Pisano, orfèvre, architecte et sculpteur (Pontedera, 1290 - Orvieto, 1348)
- Andrea Sansovino, sculpteur (Arezzo, 1460-1529)
- Andrea da Grosseto, écrivain (Grosseto, XIIIe siècle)
- Andrea del Castagno, peintre (Castagno, 1421- Florence, 1457)
- Andrea del Sarto, peintre (Florence, 1486-1531)
- Andrea del Verrocchio, sculpteur, peintre, orfèvre et architecte (Florence, 1435-1488)
- Andrea della Robbia, sculpteur et céramiste (Florence, 1400-1482)
- Andrea di Giusto Manzini, peintre italien de l'école florentine (Florence, … – 1451)
- Angelo Ambrogini dit Politien, lettré (Montepulciano, 1454 - Florence, 1494)
- Angelo Fabroni, biographe et historien (Marradi, 1732-1803)
- Angelo Maria Bandini, écrivain (Florence, 1726-1800)
- Angelo di Cosimo di Mariano dit il Bronzino (Florence, 1503 – Florence, 1572)
- Angiolo Nardi Dei, mathématicien (1833-1913)
- Anne-Marie-Louise de Médicis, la dernière des Médicis (Florence, 1667 - Florence, 1743)
- Anselmo Micotti, notable, docteur en droit, historien et écrivain (Camporgiano, 1630-1695)
- Anton Domenico Gabbiani, peintre italien du baroque tardif (Florence, 13 février 1652 – 22 novembre 1726)
- Anton Francesco Doni, écrivain (Florence, 1513 - Monselice, 1574)

#### Antonio…
- Antonio Magliabechi, érudit et bibliophile, initiateur par son legs du fonds de la BNCF (Florence, 1633 - Florence, 1714)
- Antonio Meucci, inventeur (San Frediano près de Florence, 1808 - États-Unis 1896)
- Antonio Pacinotti, physicien (Pise 1841 - Pise 1912)
- Antonio Pollaiuolo, Antonio di Jacopo Pollaiuolo, Antonio del Pollaiolo ou Antonio Pollaiolo, peintre (Florence, 1432 - Rome, 1498)
- Antonio Rossellino, sculpteur (Settignano près de Florence, 1427- Florence, 1479)
- Antonio Sacchini, Antonio Maria Gasparo Sacchini, compositeur de l'école napolitaine (Florence, 1730 - Paris 1786)
- Antonio Squarcialupi, organiste et compositeur (Florence, 1416-1480)
- Antonio Tabucchi, écrivain, traducteur et passeur de l'œuvre de Fernando Pessoa, du portugais à l'italien, né à Pise en 1943
- Antonio Veracini (Florence, 1659 - Florence, 1745), violoniste et compositeur de la période baroque
- Antonio da Sangallo le Vieux, architecte (Florence, 1455-1534)
- Antonio di Pietro Averlino ou Averulino, dit le Filarète (en grec celui qui aime la vertu), architecte et sculpteur (Florence, ~ 1400 - ~1469)
- Arcangelo Jacopo del Sellaio, peintre (Florence, 1477 ou 1478-1530)
- Arnolfo di Cambio, architecte et sculpteur (Colle di Val d'Elsa 1245-1310)
- Artemio Franchi, dirigeant sportif (Florence, 1922 - Sienne, 1983)
- Attilio Zuccagni, médecin, naturaliste et botaniste (Florence, 1754 - Florence, 1807)
- Aurelio Lomi, peintre (Pise, 1556-1622)

### B
- Baccio d'Agnolo, sculpteur et architecte (Florence, 1462-1543)
- Baccio Bandinelli, sculpteur et peintre (Florence, 1493-1560)
- Bartolo di Fredi, peintre (Sienne, 1330 - Massa, 1410)
- Sandro Botticelli, peintre (Florence, 1445-1510)
- Baccio da Montelupo, sculpteur (Florence, ~1445 - ~1533)
- Baccio Pontelli, architecte urbain et militaire (Florence, ~1450 - Urbino, 1492)
- Baldassarre Peruzzi, peintre et architecte (Sienne, 1481 – Rome, 1537)
- Bartolomeo Ammannati, architecte et sculpteur (Settignano 1511-1592)
- Beato Angelico né Guido di Pietro, en religion Fra Giovanni, peintre (Vicchio di Mugello, 1387 - Rome, 1455)
- Benedetto Accolti, jurisconsulte et historien (Arezzo, 1415-1466)
- Benedetto Ghirlandaio, peintre (Florence, 1458-1497)
- Benedetto da Majano, sculpteur et architecte (Florence, 1444 - Florence, 1498)
- Benedetto da Rovezzano, sculpteur et architecte (Rovezzano, 1474 - ~1552)
- Bénincasa, ermite, béatifié par le pape Pie VIII en 1829 (Montepulciano, ~1375-1425)
- Benozzo Gozzoli, peintre (Florence, 1420-1497)
- Benvenuto Cellini, orfèvre et sculpteur (Florence, 1500-1571)
- Bernardo Accolti, poète et improvisateur (Arezzo, 1465-1536)
- Bernardo Buontalenti, architecte, sculpteur et peintre (Florence, 1536-1608)
- Bernardo Ciuffagni, sculpteur (Florence, 1381-1475)
- Bernardo Daddi, peintre et apprenti de Giotto (Florence, 1290 - )
- Bernardo Dovizi da Bibbiena, cardinal littérateur (Bibbiena, 1470-1520)
- Bernardo Davanzati ou Bernardo Bostichi Davanzati, écrivain (Florence, 1529-1606)
- Bernardo Pasquini, compositeur, claveciniste et organiste (Massa di Valdinievole, 1637 - Rome, 1710)
- Bernardino da Siena, prédicateur (Massa Marittima 1380-1444)
- Bernardino Ochino, réformateur des Frères de l'Observance (Sienne, 1487-1564)
- Bernardo Rossellino, sculpteur et architecte (Settignano près de Florence, 1409 - Florence, 1464)
- Biagio Bartalini, médecin et botaniste, (Torrita di Siena, 1750 - Sienne, 1822)
- Bicci di Lorenzo, peintre florentin (Florence, 1373-1452)
- Bonaventura Berlinghieri ou Bonaventura Berlinghiero, peintre italien gothique (1215 - après 1274)
- Severo Bonini, compositeur, organiste et auteur (Florence, 1582-1663)

### C
- Carlo Ademollo, peintre (Florence, 1824 – 1911)
- Carlo Azeglio Ciampi, banquier et homme d’État, né à Livourne en 1920
- Carlo Cassola, écrivain (1917-1987)
- Carlo Coccioli, écrivain qui a résidé depuis les années cinquante au Mexique (Livourne, 1920-2003)
- Carlo Collodi, écrivain (Florence, 1823-1890)
- Carlo Conti, présentateur de télévision né en 1961
- Tommaso Crudeli, écrivain, 1703-1745.
- Carlo Dolci, peintre (Florence, 1616 - Florence, 1686)
- Castruccio Buonamici, écrivain, l'un des plus élégants écrivains latins du XVIIIe siècle, (Lucques, 1710-1761)
- Castruccio Castracani, condottière (Lucques 1281 - Lucque, 1328)
- Catherine de Médicis, née Catherine Marie Romola, reine de France (Florence, 1519 - Blois, 1589)
- Catherine Sforza (Caterina Sforza), fille naturelle de Galéas Marie Sforza (Florence, 1463-1509)
- Cecco Angiolieri, écrivain et poète (1260-1312)
- Cesare Burali-Forti, mathématicien à l'origine du paradoxe de Burali-Forti (Arezzo 1861 - Turin, 1931)
- Cesare Garboli, écrivain, essayiste et critique littéraire (Viareggio, 1928 - Rome, 2004)
- Cesare Sabelli, pionnier de l'aviation (Montepulciano, 1897-1984)
- Jacopo Chimenti, peintre (Florence, 1551-1640)
- Cimabue, peintre (Florence, 1240 - Florence, 1302)
- Coluccio Salutati, important chancelier florentin et figure culturelle marquante de la Renaissance (Buggiano, 1331 - Florence, 1406)
- Concino Concini, maréchal d'Ancre, favori de Marie de Médicis (Florence, ~1575 - Paris, 1617)
- Coppo di Marcovaldo, peintre (Florence, 1225-1276)
- Cosme de Médicis ou Cosme l'Ancien, Cosimo de' Medici, banquier et homme d'État, fondateur de la dynastie politique des Médicis (Florence, 1389 - Florence, 1464)
- Cosimo Gamberucci, peintre (Florence, ~1560)
- Cosme II de Médicis, Grand duc de Toscane, protecteur de Galilée (Florence, 1590-1612)
- Cosme III de Médicis, Grand duc de Toscane (Florence, 1642-1723)
- Cosimo del Fante, officier napoléonien (Livourne 1781 - Smolensk, 1812)
- Cosimo Rosselli, peintre (Florence, 1439-1507)
- Costanzo Ciano Conte di Cortellazzo e di Buccari, capitaine de vaisseau et homme politique (Livourne, 1876 – Ponte a Moriano, 1939)
- Costanzo W. Figlinesi, peintre, (Florence, 1912 - Pélissane, 1991)
- Cristoforo Buondelmonti, religieux et voyageur (Florence, ~1380 - ??)
- Curzio Malaparte, écrivain, journaliste et diplomate (Prato 1898 - Rome, 1957)

### D
- Dacia Maraini, écrivaine, auteur de théâtre et poétesse, née à Fiesole en 1936
- Daniele da Volterra né Daniele Ricciarelli, sculpteur et peintre maniériste (Volterra, 1509 - Rome, 4 avril 1566)
- Dante Alighieri, poète, homme politique et écrivain (Florence, 1265 - Ravenne, 1321)
- David Lazzaretti, paysan, charretier, ermite et voyant (1834-1878)
- Davide Ghirlandaio, peintre (Florence, 1452-1525)
- Desiderio da Settignano, sculpteur (Settignano près de Florence, 1430-1479)
- Dino Campana, poète (1884-1932)
- Dino Compagni, historien-chroniqueur (Florence, ~ 1255-1324)
- Domenico di Giacomo di Pace, dit Beccafumi, peintre maniériste (Montaperti, 1486 - Sienne, 1551)
- Domenico Cresti ou Crespi, dit le Passignano, peintre (Passignano, fraction de Tavarnelle Val di Pesa, vers 1558/1560 - Florence, 1636)
- Domenico Ghirlandaio, peintre (1449-1494)
- Domenico di Michelino, peintre italien de l'école florentine (Florence, 1417 – Florence, 1491)
- Don Lorenzo Milani, prêtre et pédagogue (1923-1967)
- Donatello, sculpteur (Florence, 1386 - Florence, 1466)
- Donato Acciaiuoli (Florence, 1429 – Milan, 28 août 1478), écrivain et homme d'État
- Duccio di Buoninsegna, peintre (Sienne, 1255-1318)

### E
- Elie Benamozegh, rabin, philosophe et cabaliste (Livourne, 1823-1900)
- Emmanuel Anati, archéologue, né à Florence, en 1930
- Enrico Betti, mathématicien (Pistoia, 1823 - Soiana, 1892)
- Enzo Carli, historien de l'art italien (Pise, 1910 - Sienne, 1999)
- Ettore Bastianini, baryton basse chantante (Sienne, 1922 - Sirmione, 1967)

### F
- Faltonia Betitia Proba, issue d'une famille de l'aristocratie romaine. Poétesse de la Rome antique (v 322-v. 370).
- Federigo Enriques, issu d'une famille juive portugaise, mathématicien (Livourne, 1871–1946)
- Fernando Tempesti, chercheur en littérature, écrivain et essayiste, rénovateur des études sur Pinocchio et sur Collodi (1930-2001)
- Ferdinand Ier de Médicis Ferdinando I de Medici, grand-duc de Toscane (Florence, 1549-1609)
- Ferdinand II de Médicis, grand-duc de Toscane (Florence, 1610-1670)
- Ferdinand III de Toscane ou Ferdinando di Asburgo-Lorena, grand-duc de Toscane (Florence, 1769-1824)
- Ferdinando Ruggieri, architecte baroque (Florence, 1691 – Florence, 1741)
- Ferruccio Busoni ou Dante Michelangelo Benvenuto Ferruccio Busoni, compositeur, pianiste, professeur et chef d'orchestre (Empoli, 1866 - Berlin, 1924)
- Filippino Lippi, peintre (Prato 1457 - Florence, 1504)
- Filippo Buonaccorsi, (en latin Philippus Callimachus Experiens), humaniste italien réfugié en Pologne, historien et écrivain de langue latine, conseiller politique et diplomate (San Gimignano, 1437 - Cracovie, 1496)
- Filippo Buonamici, écrivain (Lucques, 1705 - ?)
- Filippo Brunelleschi, peintre, orfèvre, architecte (Florence, 1377-1446)

#### Fr…
- Fra Bartolomeo, peintre (Florence, 1472 - Pian' di Mugnone, 1517)
- Fra Filippo Lippi, peintre (Florence, 1406 - Spolète, 1469)
- Fabrizio Ficini, footballeur né à Empoli en 1973
- Francesco Accolti, premier jurisconsulte de son siècle (Arezzo, 1418-1483)
- Francesco Berni, poète burlesque (Lamporecchio, 1490-1536)
- Francesco Botticini ou Francesco di Giovanni Botticini, peintre (Florence, ~1446-1498)
- Francesco Burlamacchi, gonfalonier, premier héros de l’Unité italienne (Lucques, 1498 – Milan, 1548)
- Francesco Curradi, peintre (Florence, 1570 - Florence, 1661)
- Francesco Ferrucci, militaire italien qui fut condottière de la république de Florence (Florence, 1489 - Gavinana, 1530)
- Francesco Furini (Florence, vers 1600 (ou 1603) – Florence, 19 août 1646), peintre
- Francesco di Giorgio Martini, artiste et ingénieur (Sienne, 1439-1502)
- Francesco Domenico Guerrazzi, homme politique et écrivain (Livourne, 1804 - Cecina, 1873)
- Francesco Geminiani, violoniste et compositeur (Lucques, 1687 - Dublin, 1762)
- Francesco Guicciardini, (Florence, 1482 - Arcetri, 1540), homme politique historien et philosophe, ambassadeur auprès du roi Ferdinand II d'Aragon, et ensuite du pape Léon X (1483-1540)
- Francesco di Marco Datini, marchand et financier, inventeur de la lettre de change (1335-1410)
- Francesco Nuti, acteur et scénariste né en 1955
- Francesco Petrarca, érudit, poète et humaniste (Arezzo, 1304 - Arquà Petrarca, 1374)
- Francesco di Simone Ferrucci, sculpteur (Fiesole 1437- Florence, 1493)
- Francesco Redi, médecin, biologiste et poète (Arezzo, 1626 - Pise, 1697)
- Francesco Salviati Francesco de' Rossi, peintre (Florence, 1510 - Rome, 1563 )
- Francesco Vanni (Sienne, 1563 – Sienne, 26 octobre 1610), peintre baroque et graveur
- François Ier de Médicis, grand-duc de Toscane (Florence, 1541-1587)
- François Ier d'Autriche, archiduc souverain d'Autriche (Florence, 1768 - Vienne, 1835)
- Franciscus Accursius, surnommé par ses contemporains l'Idole des jurisconsultes (Florence, 1182-1260).
- Franciabigio, peintre (Florence, 1482-1525)
- Franco Zeffirelli, réalisateur, scénariste, producteur et acteur, né en 1923 à Florence
- Fulvio Caccia, poète romancier, essayiste, né à Florence, en 1952

### G
- Gabriele Veneziano, physicien, coïnventeur de la théorie des cordes né à Florence, en 1942
- Gaddo Gaddi, peintre florentin (Florence, 1260-1332) et le père du peintre Taddeo Gaddi.
- Gaëtan Vestris, Gaetano Apolline Baldassare Vestris, danseur et chorégraphe franco-italien (Florence, 1729 - Paris, 1808)
- Gaetano Baccani, architecte (Florence, 1792 – Florence, 1867)
- Gaetano Savi, naturaliste (Florence, 1769 - Pise 1844)
- Galeazzo Ciano, comte de Cortellazzo, homme politique et gendre de Benito Mussolini (Livourne 1903 - fusillé en 1944)
- Galileo Galilei, physicien et astronome (Pise 1564 - Florence, 1642)
- Gasparo Angiolini né Domenico Maria Angiolo Gasparini, danseur et chorégraphe, (Florence, 1731 - Milan, 1803)
- Giacomo Puccini, compositeur (Lucques 1858 - Bruxelles 1924)
- Giacomo Nacchiante, théologien dominicain (Florence - Chioggia 1569)
- Giancarlo Cimoli, ancien administrateur délégué (président) d'Alitalia, né dans la province de Massa et Carrare en 1939
- Gianna Nannini, chanteuse née en 1956
- Gino Bartali, cycliste (Ponte a Ema hameau de Bagno a Ripoli, 1914-2000)
- Giorgio Caproni, écrivain et poète (Livourne, 1912 - Rome, 1990)
- Giorgio Panariello, acteur de cinéma et de théâtre né en 1960
- Giorgio Vasari, peintre, architecte et écrivain (Arezzo, 1511 - Florence, 1574)
- Giosuè Carducci, poète (Pietrasanta, 1835 - Bologne, 1907)
- Giottino Giotto di Stefano, peintre (Florence, 1324 - Florence, 1369)
- Giotto, peintre, sculpteur et architecte (Vespignano dans le Mugello, 1267 - Florence, 1337)

#### Giovanni…
- Giovanni Angelo Montorsoli, sculpteur (Florence, ~1507-1563)
- Giovanni Antonio Dosio, architecte et sculpteur (San Gimignano, 1533 - Rome, vers 1609)
- Giovanni'Antonio Lappoli, peintre florentin (Arezzo, 1492 - Arezzo, 1552)
- Giovanni Battista Ferrari jésuite et écrivain (Sienne, 1584 - Sienne, 1655)
- Giovanni Battista Foggini, sculpteur (Florence, 1652 - Florence, 1725)
- Giovan Battista Vanni, peintre (Florence, 1599 ou 1600 - Pistoia 1660)
- Giovanni Boccaccio, écrivain (Florence, 1313 - Certaldo, 1375)
- Giovanni Caselli, physicien et l'inventeur du pantélégraphe (Sienne, 1815-1891)
- Giovanni del Biondo, peintre (Pratovecchio, ~1356 - ~1398)
- Giovanni Della Casa, prélat et littérateur (Mugello, 1503-1556)
- Giovanni Domenico Ferretti ou Giandomenico d’Imola (Florence, 1692-1768)
- Giovanni Fabbroni ou Giovanni Valentino Mattia Fabbroni, physicien et agronome (Florence, 1752 - Pise, 1822)
- Giovanni Francesco Rustici, sculpteur (Florence, 1474 - Tours, 1554)
- Giovanni Gaetano Bottari, scientifique florentin, garde de la bibliothèque du Vatican, l'un des plus savants prélats de la cour romaine (Florence, 1689 - Rome, 1775)
- Giovanni Fattori, peintre, le plus important représentant des Macchiaioli (Livourne, 1825 - Florence, 1908)
- Giovanni Gronchi, homme politique (Pontedera, 1887 - Rome, 1978)
- Giovanni Niccolo Servandoni Giovanni Niccolo Geronimo Servandoni, peintre, décorateur de théâtre et architecte (Florence, 1695 - Paris 1766)
- Giovanni di Paolo di Grazia, peintre (Sienne, 1399 ou 1403 - Sienne, 1482)
- Giovanni Papini, écrivain (Florence, 1881-1956)
- Giovanni Pisano, sculpteur et architecte (Pise, 1248-1317)
- Giovanni Sartori, politologue né à Florence, en 1924
- Giovanni Francesco Salvemini da Castiglione, savant qui résolut une généralisation (en 1776) d'un problème ancien de géométrie élémentaire (Castiglione, 1709-1791)
- Giovanni da Verrazzano ou Verrazzano, explorateur (Greve in Chianti, ~1485 - Antilles, 1528)
- Girolamo Bellarmato, ingénieur et architecte, a surtout travaillé en France et dans le Piémont (Sienne, 1493-1555)

#### Giu…
- Giuliano Bugiardini, peintre (Florence, 1475? -1554?)
- Giuliano da Maiano, architecte et sculpteur (Fiesole 1432 - Naples, 1490)
- Giuliano da Sangallo, ingénieur et architecte (Florence, 1445 - Rome, 1516)
- Guido d'Arezzo, en français Gui d'Arezzo, ou Gui d'Arétin, moine bénédictin à l'origine du nom des notes de musique (Arezzo, 990-1033)
- Guido Cavalcanti, poète et ami de Dante (Florence, 1255 - Florence, 1300)
- Guglielmo Libri Carucci dalla Sommaja, le Comte Libri, mathématicien et bibliophile, tristement célèbre pour ses nombreux vols de livres rares (Florence, 1803 - Fiesole, 1869)
- Giulio Lasso, architecte (Florence, -1617)
- Giuseppe Raddi, botaniste (Florence, 1770 - Rodi, 1829)
- Giuseppe Scortecci, herpétologiste (Florence, 1898 - Milan, 1973)
- Giuseppe Zocchi, dessinateur et graveur (Florence, 1711 – Florence, 1767)
- Guittone d'Arezzo, poète (1235-1294)
- Gustavo Fratellini Enrico Gaspero Henri Fratellini, trapéziste et acrobate (Florence, 1842 - Paris, 1905)

### I
- Indro Montanelli, écrivain et journaliste, fondateur de Il Giornale, quotidien italien de centre-droite (1909-2001)

### J
- Jacopo di Cione, peintre florentin (Florence, 1320-1330 - 1398-1400)
- Jacopo della Quercia, sculpteur (Sienne, 1374-1438)
- Jacopo Nardi, historien (Florence, 1476 - Venise, 1563)
- Jean Luchaire, homme politique français impliqué dans la politique collaborationniste prônée par le gouvernement de Vichy (Sienne, 1901 - fusillé en 1946)
- Jean de Médicis, Giovanni de' Medici, surnommé di Bicci, fondateur patriarcal de la dynastie des Médicis (Florence, 1360-1429)
- Jean Gaston de Médicis, le dernier grand-duc de Toscane de la lignée des Médicis (Florence, 1671 - Florence, 1737)
- Jovanotti, chanteur né en 1966
- Julien de Médicis, Giuliano di Piero de' Medici, homme d'État et codirigeant de la république de Florence (Florence, 1453-1478)
- Julien de Médicis, ou Julien de Laurent de Médici, Giuliano de' Medici, Duc de Nemours (Florence, 1478-1516)
- Jury Chechi, gymnaste, né à Prato en 1969

### L
- Brunetto Latini, notaire, philosophe et chancelier de la république de Florence (Florence, ~1220-1294)
- Leonardo Fibonacci, Leonardo Pisano (Léonard de Pise), Leonardo Bigollo ou Leonardo Guilielmi, mathématicien de la célèbre suite (Pise, ~ 1170 - ~ 1250)
- Léonard de Vinci, peintre, sculpteur, orfèvre, musicien, architecte, physicien, astronome, savant, géologue, géomètre, anatomiste, botaniste, alchimiste, inventeur visionnaire, ingénieur mécanicien, et militaire, horloger, urbaniste et homme de science de génie multidisciplinaire et ultra prolifique (Vinci, 1452 - Amboise, 1519)
- Leonardo Pieraccioni, acteur comique né en 1965
- Leonardo Bruni, chancelier florentin, humaniste et historien (Arezzo 1374 - Florence, 1444)
- Leonetto Cappiello, graphiste italien ayant vécu à Paris, célèbre pour ses affiches publicitaires (Livourne, 1875 - Cannes, 1942)
- Léopold II de Toscane, Léopold II de Habsbourg-Lorraine, archiduc d'Autriche et Grand duc de Toscane (Florence, 1797 - Rome, 1870)

Lorenzini Carlo, journaliste, écrivain, né à Florence le 24 novembre 1826. Auteur de livres enfantins et des Aventures de Pinocchio. Il meurt à Florence le 26 août 1890.
- Lorenzo de Medici, homme d'État italien et dirigeant de facto de la république de Florence durant la Renaissance (Florence, 1449 - Careggi, 1492)
- Lorenzo Bellini, anatomiste (Florence, 1643-1704)
- Lorenzo di Bicci, peintre florentin (Florence, ?? -1427)
- Lorenzo di Credi, peintre et sculpteur (Florence, 1459-1537)
- Lorenzo Ghiberti, sculpteur (Florence, 1378 - Florence, 1455)
- Lorenzo Lippi, peintre et poète (Florence, 1606 - Florence, 1665)
- Lorenzo Lotti, Lorenzo di Lodovico di Guglielmo dit Lorenzetto, orfèvre, sculpteur et architecte (Florence, 1490 - Rome, 1541)
- Lorenzo Monaco, peintre (Sienne, 1370 - Florence, 1424)
- Lorenzo Nottolini, architecte (Capannori 1787 - Lucques, 1851)
- Louis Fratellini, Luigi, clown (Florence, 1868 - )
- Luca Pacioli, dit Luca di Borgo, moine mathématicien (Borgo Sansepolcro, 1445 - Rome, 1514)
- Luca della Robbia, sculpteur et céramiste (Florence, 1400-1482)
- Luca Signorelli, peintre (Cortona ~1445-1524)
- Luciano Bianciardi, écrivain, journaliste et traducteur (1922-1971)
- Luciano Moggi, directeur général de la Juventus Football Club, né en 1937 à Monticiano
- Luciano Spalletti, entraîneur de football, né à Certaldo en 1959
- Licio Gelli, Grand Maître maçonnique de la puissante loge P2, responsable de la propagande néo-fasciste italienne né en Toscane en 1919
- Lodocico Cardi, dit Il Cigoli, peintre et architecte (Villa Castelvecchi di Cigoli, 1559-1613)
- Luigi Alamanni (parfois dénommé Alemanni), homme d’église et poète (Florence, 1495 à Florence- Amboise, 1556)
- Luigi Boccherini, violoncelliste et compositeur (Lucques 1743 - Madrid, 1805)
- Luigi Chiarini, jésuite, professeur d'histoire et de langues orientales à l'université de Varsovie (Montepulciano 1789-1832)
- Luigi Poletti, mathématicien (Pontremoli 1864-1967).

### M
- Marcello Lippi, ancien footballeur devenu entraîneur, né à Viareggio en 1948
- Marc Monnier, écrivain suisse (Florence, 1829 - Genève 1885)
- Marco di Bartolomeo Rustici, orfèvre miniaturiste (Florence, 1392-1457)
- Marco Coltellini, librettiste d'opéra, typographe et éditeur (Livourne, 1719 - Saint-Petersbourg, 1777)
- Marco Columbro, acteur et show-man né en 1950
- Marco Masini, chanteur compositeur, né à Florence, en 1964
- Margarito ou Margaritone Aretino, peintre arétin du XIIIe siècle
- Margherita Guidacci, universitaire traductrice et poétesse (Scarperia, 1921 - Rome, 1992)
- Marino Marini, sculpteur et peintre (Pistoia, 1901 - Viareggio, 1980)
- Mario Cipollini, coureur cycliste né à Lucques en 1967.
- Mario Luzi, écrivain membre des Giubbe Rosse (Florence, 1914 – Florence, 2005)
- Mario del Monaco, ténor (Florence, 1915 - Mestre, 1982)
- Mario Monicelli, scénariste et réalisateur, né à Viareggio en 1915
- Mariotto Albertinelli, peintre (Florence, 1474 - Florence 1515)
- Marsile Ficin (en latin Marsilius Ficinus, en italien Marsilio Ficino), poète et philosophe (Figline Valdarno, 1433 - Careggi, 1499)
- Masaccio, peintre (San Giovanni Valdarno, 1401 - Rome, 1428)
- Massimo Ceccherini, acteur né en 1965
- Matteo Carcassi, compositeur, guitariste et pédagogue (Florence, 1792 - Paris, 1853)
- Matteo di Giovanni ou Matteo da Siena ou encore Matteo di Giovanni di Bartolo, peintre de l'école siennoise (Borgo San Sepolcro, ~1430 - Sienne, 1495)
- Michelangelo di Lodovico Buonarroti Simoni (Michel-Ange), peintre, sculpteur, poète et architecte (Caprese, 1475 - Rome, 1564)
- Michelozzo di Bartolommeo, architecte et sculpteur (Florence, 1391-1472?)
- Mino da Fiesole, sculpteur (Fiesole, 1429 - Florence, 1484)

### N
- Nanni di Baccio Bigio né Giovanni Lippi, architecte du XVIe siècle (né à Florence).
- Nanni di Banco, sculpteur (Florence, 1390 - Florence, 1421)
- Nardo di Cione frère d'Andrea Orcagna, peintre et architecte (Florence, ?? -1366)
- Neri di Bicci, peintre florentin (Florence, 1418 – 1492)
- Niccolò Acciaiuoli (Castello di Montegufoni, 1310 - Naples, 1365), homme d'État
- Niccolò Buonaparte, juriste et écrivain (né à San Miniato dans la seconde moitié du XVIe siècle)
- Niccolò Forteguerri le Jeune, cardinal et poète (Pistoia, 1674 - Rome, 1735)
- Niccolò Lapi, peintre italien de l'école florentine (1661-1732)
- Niccolò Niccoli, érudit florentin, humaniste et bibliophile fameux de la renaissance italienne (Florence, 1364 - Florence, 1437)
- Nicola Pisano, architecte et sculpteur (Pise, 1220-1278)
- Nicolas Machiavel, Niccolò Machiavelli, penseur de la Renaissance, théoricien de la politique et de la guerre (Florence, 1469-1527)

### O
- Odoardo Beccari, naturaliste (Florence, 1843 - Florence, 1920)
- Oriana Fallaci, essayiste et journaliste (Florence, 1929 - Florence, 2006)
- Ottavio Piccolomini d'Aragona, duc d'Amalfi et général de Wallenstein (Florence, 1599 - Vienne, 1656)
- Ottaviano Tenerani, pianofortiste, claveciniste, chef d’orchestre, chercheur né à Pontedera en 1969

### P
- Paolo Bettini, cycliste né à Cecina en 1974
- Paolo Hendel, acteur comique né en 1952
- Paolo Rossi, footballeur né à Prato en 1956
- Paolo Savi, géologue, ornithologue et entomologiste (Pise, 1798 - Pise, 1871)
- Paolo Toscanelli del Pozzo, surnommé Paul le physicien, astronome, cartographe et médecin (Florence, 1397 - Florence, 1482)
- Paolo Uccello (Florence, 1397 - Florence, 1475)
- Paolo Virzì, réalisateur et scénariste, né à Livourne en 1964

#### Papes
- Pape Alexandre III né Orlando Bandinelli (Sienne, 1105 - Civita Castellana, 1181)
- Pape Alexandre VII né Fabio Chigi (Sienne, 1599-1667)
- Pape Clément VII, né Jules de Médicis (Florence, 1478 – Rome, 1534)
- Pape Clément IX né Giulio Rospigliosi (Pistoia, 1600-1669)
- Pape Clément XII né Lorenzo Corsini (Florence, 1652 - Rome, 1740)
- Pape Grégoire VII, (Sovana hameau de Sorano, ~1030 – Salerne, 1085)
- Pape Saint Jean Ier, martyr (~ 470 - Ravenne, 526)
- Pape Léon X, (Florence, 1475 - Rome, 1521)
- Pape Léon XI né Alexandre Ottaviano de Médicis (Florence, 1535 - Rome, 1605)
- Pape Lucius III né Ubaldo Allucingoli, évêque d'Ostie, cardinal, puis pape (Lucques, 1097 - Vérone, 1185)
- Pape Marcel II (Marcello II) né Marcello Cervini, (Montepulciano, 1501-1555)
- Pape Pie II, (Corsignano 1405 - Ancône 1464)
- Pape Pie III né Francesco Todeschini Piccolomini (Sienne, 1439 - Rome, 1503)
- Pape Urbain VIII Maffeo Barberini (Florence, 1568 – Rome, 1644),

#### Pe…
- Pellegrino Maria Carletti, religieux, évêque de Montepulciano de 1802 à 1827 (Montepulciano, 1757-1827)
- Perin del Vaga, peintre (Florence, 1501 - Rome, 1547)
- Philippe Baldinucci, littérateur (Florence, 1624-1696)
- Pierandrea Mattioli, Pietro Andrea Matthioli (ou Mattioli, Matthiole, Matthiolus), médecin et botaniste (Sienne, 1501 - Trente, 1577)
- Pierino da Vinci, sculpteur, neveu de Léonard de Vinci (Vinci, ~1531-1554)
- Piero Soderini, homme politique démocrate modéré et gonfalonier à vie (1452-1522)
- Piero della Francesca, peintre (Sansepolcro, 1420 - Sansepolcro, 1492)
- Piero di Cosimo, peintre (Florence, 1462-1521)
- Piero Pelù, chanteur rock, membre du groupe Litfiba jusqu'en 1999, né à Florence en 1962
- Piero Pollaiuolo, peintre (Florence, 1441-1496)
- Piero Umiliani, compositeur (Florence, 1926 - Rome, 2001)
- Pietro Aretino ou Pierre l'Arétin, écrivain et dramaturge (Arezzo, 1492 - Venise, 1556)
- Pierre de Médicis, Pietro de' Medici, surnommé il Gottoso (le Goutteux) (Florence, 1416 - Florence, 1469)
- Pierre II de Médicis dit Pierre l'infortuné (Florence, 1471 – Minturno, 1503),
- Pietro Citati, écrivain et intellectuel, né à Florence, en 1930
- Pietro da Cortona, né Pietro Berettini (en français Pierre de Cortone), peintre et architecte (Cortone, 1596 - Rome, 1669)
- Pietro di Domenico da Montepulciano, peintre du début du XVe siècle (Montepulciano, ?? - ??)
- Pietro Francesco Foggini, bibliothécaire du Vatican (Florence, 1713-1783)
- Pietro Lorenzetti, peintre (Sienne, 1280 - Sienne, 1348)
- Pietro Mascagni, compositeur (Livourne 1863 - Rome, 1945)
- Pietro Nardini, violoniste et compositeur (Livourne, 1722 - Florence, 1793)
- Pietro Torrigiano, sculpteur (Florence, 1472-1522)
- Pisanello, peintre, médailliste et miniaturiste (Pise, 1380 - Rome, 1455)
- Poggio Bracciolini ou Gian Francesco Poggio Bracciolini, dit Le Pogge (Terranuova Bracciolini, 1380 - Florence, 1459)
- Pompeo Batoni, peintre (Lucques, 1708 - Rome, 1787)
- Pontormo, peintre (Pontorme, proche de Empoli, 1494 - Florence, 1557)
- Pupo, chanteur et présentateur né en 1955

Puccini Giacomo (Compositeur)

### R
- Raffaellino del Garbo, né Raffaellino Capponi, peintre italien (San Lorenzo a Vigliano près de Florence, 1466 - Florence, 1524)
- Raffaello Borghini, dramaturge, poète et critique d'art (Florence, 1537 - Florence, 1588)
- Raffaello Magiotti, physicien et mathématicien, connu pour ses travaux sur la non-compressibilité de l’eau (Montevarchi, 1597 - Rome, 1656)
- Renato Fucini, écrivain du XIXe siècle
- Riccardo Fogli, chanteur né en 1957
- Richard Aurili, sculpteur (Bibbona 1864 - Villeneuve-Loubet 1943)
- Rinaldo Nocentini, cycliste né à Montevarchi en 1977.
- Ridolfo del Ghirlandaio, peintre (Florence, 1483-1561)
- Roberto Benigni, acteur et réalisateur de cinéma et de télévision, né à Misericordia près de Castiglion Fiorentino en 1952
- Roberto Francesco Romolo Bellarmino (francisé en Robert Bellarmin), théologien jésuite puis saint (Montepulciano, 1542 - Rome, 1621)
- Roberto de Nobili, jésuite, missionnaire (Montepulciano, 1577 - Mylapore, 1656)
- Rodolfo Emilio Giuseppe Pichi-Sermolli, botaniste (Florence, 1912-2005)
- Rolando Panerai, chanteur d'opéra (baryton), (Campi Bisenzio, 1924- …),
- Rosso Fiorentino, peintre (Florence, 1494 - Fontainebleau, 1540)
- Ruggero Verity, médecin et entomologiste (Florence, 1883 - Florence, 1959)

### S
- Luigi Sabatelli, peintre néoclassique (Florence, 1772 - Milan, 1850)
- Stefania Sandrelli, actrice, née à Viareggio en 1946
- Sassetta né Stefano di Giovanni (Sienne ou Cortone, 1392-1450 ou 1451)
- Sandro Chia, artiste plasticien conceptuel, né à Florence, en 1946.
- Santa Caterina da Siena née Catherine Benincasa, mystique, tertiaire dominicaine et théologienne (Sienne, 1347 - Rome, 1380)
- Santi di Tito di Bordo San Sepolcro, peintre maniériste italien de l'école florentine (Borgo San Sepolcro, 1536 - Florence, 1603)
- Luigi Scarabello, footballeur, champion olympique en 1936. (1916 - 2007)
- Scipione Forteguerri, dit Carteromaco, philologue (Pistoia, 1466 - Florence, 1515)
- Simone Martini, peintre (Sienne, 1285 - Avignon, 1344)
- Spinello Aretino, né Spinello di Luca Spinelli, peintre (Arezzo, ~1350-1410)
- Sylvano Bussotti, compositeur, interprète, peintre, lettré, metteur en scène, costumier et acteur, a dirigé la Fenice, né à Florence en 1931

### T
- Taddeo di Bartolo, Taddeo Bartolo ou Taddeo Barto, peintre (Asciano, 1363-1422)
- Telemaco Signorini, peintre emblématique du mouvement Macchiaioli (Florence, 1835 - Florence, 1901)
- Tiberio Titi, peintre (Florence, 1578-1637), fils du peintre Santi di Tito
- Tino di Camaino, sculpteur gothique (Sienne, ~1280 - Naples, ~1337)

### U
- Ugolino di Nerio ou Jean Ugolino di Nerio, peintre (Sienne, 1280-1349)
- Umberto Baldini historien de l'art et restaurateur émérite (Pitigliano, 1921 – Massa, 2006)
- Umberto Brunelleschi, peintre, illustrateur et affichiste (Pistoia, 1879 - Paris, 1949)
- Ulisse Micotti, préfet de la garfagnana de 1945 à 1946

### V
- Valerio Cigoli ou Cioli di Simone, sculpteur florentin (Settignano, 1529 - Florence, 1599)
- Vannoccio Biringuccio de son nom complet Vannoccio Vincenzio Austino Luca Biringuccio, maître artisan en fonte et métallurgie auteur De la Pirotechnia (1540), premier ouvrage imprimé couvrant la métallurgie (Sienne, 1480-1539)
- Vasco Pratolini, écrivain (1913-1991)
- Vincenzo da Filacaia, poète lyrique (Florence, 1642-1707)
- Vincenzo de' Rossi, sculpteur italien de l'école florentine (Fiesole, 1525 - Florence, 1587)
- Vincenzo Galilei, musicien et fils de Galileo Galilei (Florence, 1520 - Florence, 1591)
- Vincenzo Viviani, astronome, pupille de Torricelli et disciple de Galilée (Florence, 1622-1703)

### Z
- Zanobi del Rosso, architecte florentin (Florence, 1724-1798)
- Zita de Lucques, sainte de la ville (Lucques, 1212 - ?)

## Sources
- (it) chapitre correspondant de l'article italien de la Toscane